# 全国高校生そば打ち選手権大会
全国高校生そば打ち選手権大会（ぜんこくこうこうせいそばうちせんしゅけんたいかい）は、全国の高校生がそば打ちの腕を競う大会。通称は「そば打ち甲子園」。

## 大会概要
日本の伝統食「そば」の食文化継承と手打ちそばの発展・普及を目指し、日本全国の高校生がそば打ちの技を競い合うもので、2011年から毎年開催されている（2020年大会は新型コロナウイルス感染症の感染拡大の影響により中止）。
そば粉8割・割り粉2割の「二八そば」1kgを40分間で仕上げ、こね、練り、のし、切りの行程だけではなく、衛生面や準備・片付けも含め総合的に審査される。個人の部と、4人1組で4分ごとに交代する団体の部がある。優勝校には文部科学大臣賞が授与。
主催は一般社団法人日本麺類業団体連合会。後援は文部科学省、一般社団法人日本蕎麦協会、全国麺類生活衛生同業組合連合会。

## 会場
- 第1回　　 旭川大雪アリーナ（北海道旭川市）
- 第2 - 4回　東京ビッグサイト（東京都江東区）
- 第5 - 6回　中央区立築地社会教育会館（東京都中央区）
- 第7回 - 　 東京都立産業貿易センター台東館（東京都台東区）

## 歴代優勝校
| 回 | 開催日        | 団体の部                                 | 個人の部                                 |
| -- | ------------- | ---------------------------------------- | ---------------------------------------- |
| 1  | 2011年7月20日 | 北海道幌加内高等学校                     | 高崎瞳（北海道幌加内高等学校）           |
| 2  | 2012年4月4日  | 北海道新得高等学校                       | 齋藤桜子（北海道幌加内高等学校）         |
| 3  | 2013年4月3日  | 北海道幌加内高等学校                     | 齋藤桜子（北海道幌加内高等学校）         |
| 4  | 2014年4月2日  | 北海道幌加内高等学校                     | 永井志歩（群馬県立利根実業高等学校）     |
| 5  | 2015年8月21日 | 群馬県立利根実業高等学校                 | 金子奈々（群馬県立利根実業高等学校）     |
| 6  | 2016年8月19日 | 群馬県立利根実業高等学校                 | 峰岸凪沙（群馬県立利根実業高等学校）     |
| 7  | 2017年8月21日 | 北海道幌加内高等学校                     | 石川朋佳（北海道幌加内高等学校）         |
| 8  | 2018年8月20日 | 北海道幌加内高等学校                     | 小池瑠里佳（群馬県立利根実業高等学校）   |
| 9  | 2019年8月26日 | 北海道幌加内高等学校                     | 藤井夏麗（同左）                         |
| 10 | 2020年8月     | 新型コロナウイルス感染症の流行により中止 | 新型コロナウイルス感染症の流行により中止 |